# 152-мм гаубиця зразка 1909/30 років
152-мм гаубиця зразка 1909/30 року — польова гаубиця періоду Другої світової війни виробництва СРСР. Впродовж 1931—1945 років була на озброєнні Червоної армії, після 1941 — Вермахту та армії Фінляндії (у Фінській армії — до 1980-тих років).

## Опис конструкції
Гаубиця є результатом модернізації російської 152-мм гаубиці зразка 1909 року часів Першої світової війни, спочатку розробленої французькою збройовою фірмою «Шнейдер». Це була класична короткоствольна гаубиця, призначена для ведення вогню з підвищенням під кутами від +20° до +41° пострілом з роздільним заряджанням. Гаубиця оснащувалася затвором поршневого типу (відкривання і закривання затвора проводилося поворотом руків'я в один прийом), гідравлічним компресором веретенного типу та гідропневматичним накатником. Противідкочувальні пристрої зібрані у полозки під стволом і відкочувалися разом з ним. Дульне гальмо відсутнє.
Підйомний механізм секторного типу (у гаубиць ранніх випусків — два сектори, пізніх випусків — один сектор). Стволльна група монтується на однобрусному лафеті без підресорювання колісного ходу. Колеса дерев'яні, але з 1937 року частина гаубиць отримала металеві колеса з гумовою грузошиною. Передок безкоробковий, колеса передка дерев'яні або металеві.

## Історія створення
В кінці 1920-тих років радянське військове керівництво вирішило модернізувати артилерію, що стояла на озброєнні з часів Першої світової війни. Основною метою модернізації було збільшення дальності стрільби. Модернізація заторкнула зокрема і достатньо численну 152-мм гаубицю зразка 1909 року. Було проведено ряд дослідів, спрямованих з'ясувати його модернізаційний потенціал. Зокрема, було встановлено, що початкова швидкість снаряду гаубиці може бути збільшено до 395 м/с (при більших значеннях може виникнути ризик пошкодження лафету). Також в 1930 році на заводі «Більшовик» проводилися досліди по встановленню на гаубицю дульного гальма. Проект модернізації було розроблено в 1930-1931 роках на Пермському (Мотовіліхінському) заводі. Початково модернізація полягала у подовженні зарядної камори до 340 мм (при цьому на казенний зріз та кожух наносився напис «подовжена камора»). На гаубицях наступних випусків впроваджувалися такі зміни:
- на затворі введена окрема бойова втулка;
- у люльці змінено упор штоків
- підйомний механізм зроблено односекторним.

Модернізована гаубиця була прийнята на озброєння під офіційною назвою 152-мм гаубиця зразка 1909/30 року

## Виробництво
Виробництво гаубиці проводилося на Мотовіліхінському (Пермському) заводі з 1931 по 1941 рік. Усього було вироблено 2188 гаубиць.
| Виробництво 152-мм гаубиць зразка 1909/30 року, шт. |      |      |      |      |      |      |      |      |      |      |                     |
| 1931                                                | 1932 | 1933 | 1934 | 1935 | 1935 | 1937 | 1938 | 1939 | 1940 | 1941 | Усього за 1931—1941 |
| 158                                                 | 210  | 260  | 54   | 2    | 0    | 99   | 480  | 620  | 295  | 10   | 2188                |

Табличні данні з книги Широкорада А. Б. «Энциклопедия отечественной артиллерии»
Крім нового виробництва, у гаубиці зразка 1909/30 року були перероблені 362 зразка 1909 року. Переробкою гаубиць займався київський завод «Арсенал» (можливо, кількість перероблених гаубиць була більшою, оскільки, згідно деяких джерел, кількість вироблених та перероблених гармат менше фактичної кількості гаубиць цього типу, наявних у військах на червень 1941). З 1940 року гаубиця замінюється у виробництві новою 152-мм гаубицею зразка 1938 року (М-10).

## Організаційно-штатна структура

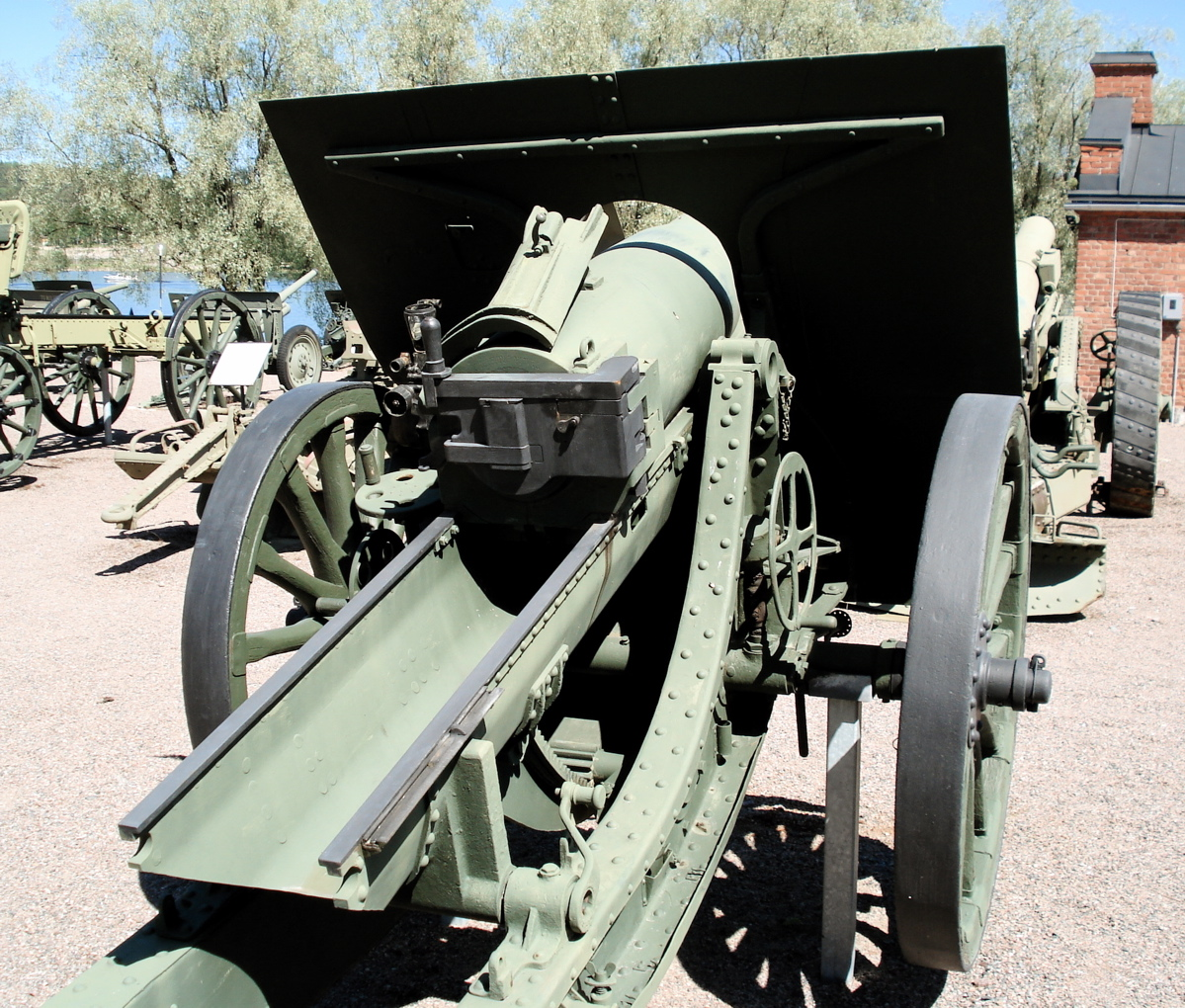
152-мм гаубиця зразка 1909/30 років у музеї м. Хямеенлінна, Фінляндія

За штатом 1939 року, у стрілецькій дивізії Червоної армії був гаубичний полк з дивізіоном 152-мм гаубиць (12 одиниць). В липні 1941 року габичний полк зі штату дивізії був виключений. Також дивізіон 152-мм гаубиць був у моторізованій та танковій дивізіях до літа 1941. У корпусній артилерії у 1941 році 152-мм гаубиць зразка 1909/30 років не було (їх заміняли на 152-мм гаубиці-гармати зразка 1937 року (МЛ-20)). З кінця 1943 року, з відновленням корпусного звена, в склад корпусної артилерії було включено артилерійський полк п'ятибатарейного складу (20 гармат/гаубиць), в склад якого входили зокрема і 152-мм гаубиці зразка 1909/30 років. На перше червня 1944 року корпусна артилерія нараховувала 192 152-мм гаубиці цього чи близьких типів.
В складі артилерії резерву головного командування протягом всієї війни були наявні гаубичні полки (48 гаубиць) та з 1943 року гаубичні бригади (32 гаубиці). Полки і бригади об'єднувалися в артилерійські дивізії.

## Служба та бойове застосування
152-мм гаубиця зразка 1909/30 років довгий час була найбільш численною губицею у Червоній армії. Гаубиця брала участь у боях на Халхин-Голі (при цьому 6 гаубиць було втрачено) та Радянсько-фінській війні (1939—1940). На перше червня 1941 були наявні, за різними джерелами, 2432, або 2607, або 2611 цих гаубиць. 152-мм гаубиця зразка 1909/30 років активно використовувалася у бойових діях, але гаубиці цього типу несли великі втрати у 1941—1942 роках. Це, разом з припиненням випуску гаубиць М-10 та дрібносерійним випуском нових гаубиць Д-1, призвело до гострого дефіциту 152-мм гаубиць в кінці війни. 152-мм гаубиці зразка 1909/30 років, що збереглися, використовувалися до кінця війни.

## 152-мм гаубиця зразка 1909/30 років в інших арміях

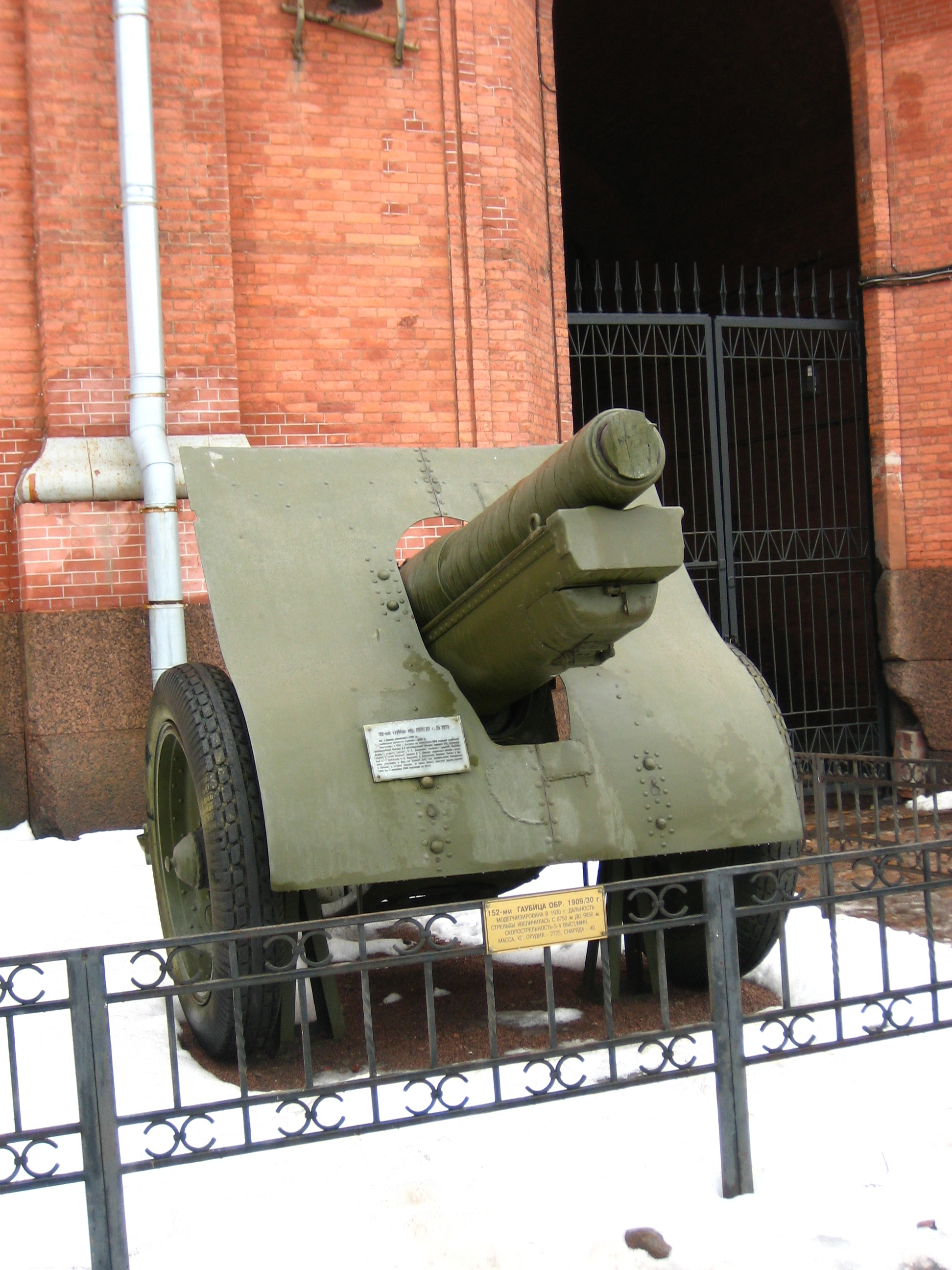
152-мм гаубиця зразка 1909/30 років в музеї

У 1941—1942 роках німецькою армією було захоплено деяку кількість цих гаубиць, надалі прийнятих на озброєння Вермахту під індексом 15,2 cm s.F.H.445(r). Для трофейних гармат німці навіть налагодили виробництво осколково-фугасних снарядів масою 46 кг. Більша частина цих гармат використовувалися у береговій обороні.
Фінська армія захопила 14 таких гаубиць у Зимовій війні (1939—1940) та ще 85 в початковому періоді війни-продовження (1941—1944). Гаубиці активно використовувалися у бойових діях (втрати склали 14 гаубиць в 1944 році). Фінські солдати високо цінували простоту, зручність і надійність гаубиці, проте зауважували, що для кінної тяги вона є надто важкою, а механічна тяга, через відсутність підресорювання, обмежується невеликою швидкістю. На озброєнні фінської армії (в навчалних частинах) гаубиця була до 1980-тих років.

## Оцінка проекту
Гаубиця була влаштована нескладно, що дозволяло добре опановувати її в стройових частинах, де воно користувалося великою популярністю. Проте максимальна дальність стрільби 9,85 км для корпусної гармати була недостатньою навіть по міркам міжвоєнного часу. Під час модернізації не було усунуто малу швидкість транспортування та недостатні кути обстрілу (як по горизонталі так і по вертикалі). Це призвело до поступової заміни гаубиць зразка 1909/30 років на більш сучасні гаубиці того ж калібру і призначення 152-мм гаубиці зразка 1938 року (М-10).
Проте гаубиця М-10 була набагато складнішою за конструкцією та його виробництво розгорталось з великим труднощами (а в другій половині 1941 року його випуск взагалі припинився). Тому, на початок Радянсько-німецької війни 152-мм гаубиці зразка 1909/30 років разом з 152-мм гаубицями зразка 1910/37 років були найбільш розповсюдженими серед гаубиць шестидюймового калібру в Червоній армії. Вони використовувалися протягом всієї війни і тільки з 1943 почали замінюватися більш сучасними 152-мм гаубицями зразка 1943 року (Д-1).

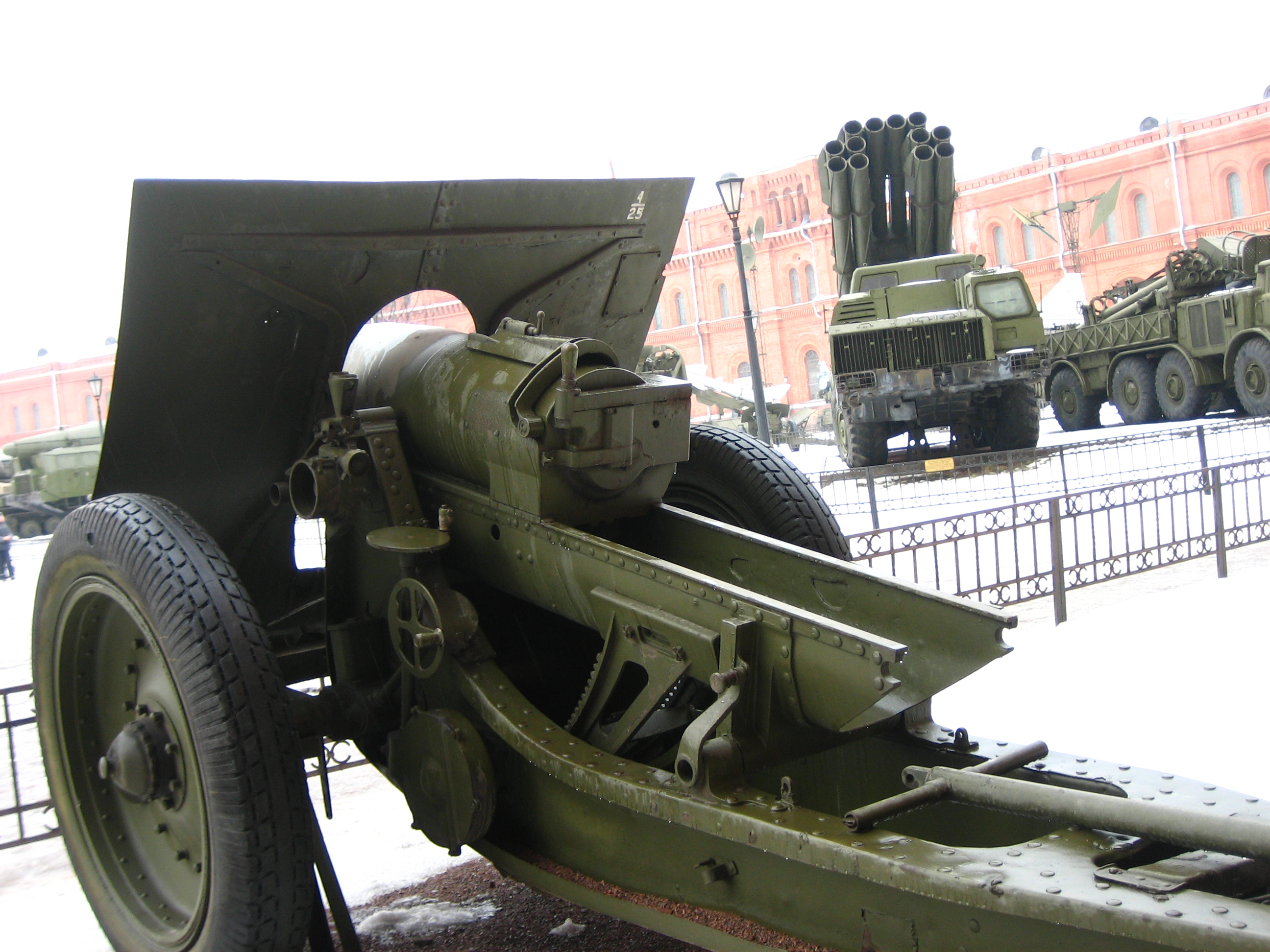
152-мм гаубиця зразка 1909/30 років у музеї